# The 15:17 to Paris
The 15:17 to Paris is een Amerikaanse biografische thriller uit 2018, geregisseerd door Clint Eastwood. De film is gebaseerd op het autobiografische boek The 15:17 to Paris: The True Story of a Terrorist, a Train, and Three American Soldiers over de verijdelde aanslag op een Thalys op 21 augustus 2015. De Amerikaanse passagiers die de terrorist wisten te overmeesteren, werden door Eastwood gecast om zichzelf te spelen in de film.

## Verhaal
Drie Amerikaanse vrienden, waarvan er twee dienen in het Amerikaanse leger, zijn op rondreis door Europa. Tijdens hun trip van Amsterdam naar Parijs, op 21 augustus 2015, stapt een gewapende terrorist op de Thalys waar de drie boezemvrienden zich op bevinden. Zonder aarzelen schieten de drie in actie in een poging de terrorist te overmeesteren.

## Rolverdeling
| Acteur         | Personage                    |
| -------------- | ---------------------------- |
| Spencer Stone  | Zichzelf                     |
| Anthony Sadler | Zichzelf                     |
| Alek Skarlatos | Zichzelf                     |
| Judy Greer     | Joyce Eskel, Spencers moeder |
| Jenna Fischer  | Heidi Skarlatos              |
| Ray Corasani   | Ayoub El-Khazzani            |
| Tony Hale      | Sportleerkracht              |
| Thomas Lennon  | Schooldirecteur              |
| Sinqua Walls   | Marine                       |
| P.J. Byrne     | Meneer Henry                 |
| Jaleel White   | Garrett Walden               |
| Robert Pralgo  | Skarlatos                    |

## Productie

### Ontwikkeling
Op 20 april 2017 werd aangekondigd dat Clint Eastwood de biografische film over de helden van de verijdelde aanslag op de Thalys van 21 augustus 2015 zou regisseren en produceren. Twee maanden later werd bekendgemaakt dat de drie mannen die de aanslag hadden verijdeld, Anthony Sadler, Alek Skarlatos en Spencer Stone, zichzelf zouden spelen in de film.

### Opnames
De opnames gingen in de week van 10 juli 2017 van start in Atlanta. Nadien verhuisde de productie nog naar Rome, Parijs en Amsterdam.